# Spore (відеогра, 2008)
Spore — відеогра жанрів симулятора життя істот і симулятор бога розроблена студією Maxis і видана компанією Electronic Arts. Це симулятор еволюції, життя на планеті, а також стратегія і космічний симулятор. Гравець веде створений власноруч вид істот через багато стадій розвитку від клітини до космічної цивілізації. Головним нововведенням та гейм-революцією у Spore стала велика кількість елементів гри в режимі реального часу, що дозволяє внести великий діапазон змін і вести нескінченну гру. Фактично гра не має кінця, гравець сам ставить завершальну мету: закінчити на недосягненому або ж будувати наймогутнішу державу в галактиці.
Вперше гра була представлена публіці в 2005 році під час конференції розробників ігор. Вийшла 5 вересня 2008. Геймдизайнером виступав Вільям Райт, відомий за такими іграми як SimCity, SimEarth, SimAnt.

## Ігровий процес

Етап «Істота»: створіння зацікавлене знахідкою

### Етапи
На початку гравець вибирає одну з шести планет, на якій житимуть його істоти. Можна проходити всі етапи гри послідовно, або почати одразу з одного з п'яти: Клітина, Істота, Плем'я, Цивілізація, Космос. Обрані на якомусь з етапів спеціалізації визначають риси та можливості на наступних. Після вибору етапу починається основний ігровий процес.

#### Клітина
Етап «Клітина» — перший та найпростійший у проходжені. Гра починається з відеоролика, в якому до планети прилітає астероїд, що заносить життя, розколюється і падає в океан (є алюзією на панспермію). Життя розвивається в бактерії — одно- та багатоклітинні організми, за одну з яких поки і належить грати.
Гравець спершу керує одноклітинною істотою, що плаває у воді, наповненій іншими організмами, бульбашками, уламками метеорита і різною їжею (є алюзією на первинний бульйон). Харчуючись, вона збирає «бали ДНК», за рахунок яких розвивається та ускладнюється додаванням фрагментів як джгутики, шипи та подібне. При цьому слід уникати хижих істот, хоча загибель не завершує гру. Клітина має кілька очок здоров'я, в разі коли загине, дається під контроль інша аналогічна. Прикликавши іншу істоту свого виду і дозволивши їм спаритись, гравець отримує доступ до редактора істоти і потомство отримує надані гравцем зміни. Якщо клітина гравця хижа, то вона може поїдати менші клітини і шматки «м'яса» за допомогою «щелеп». Рослиноїдна клітина харчується тільки водоростями через фільтратор. Всеїдною клітина може стати, маючи одночасно «щелепи» і фільтратор, або хоботок. Але в останньому випадку неможливо поїдати «м'ясо», а лише живі клітини. Для захисту гравець може дати істоті шипи чи отруту. Основна мета цієї фази — розвинутися у великий багатоклітинний організм, який зможе перейти на етап «Істота».

#### Істота
На перехідному проміжку між етапами гравець в редакторі істоти отримує можливість дати істоті ноги. Істота, покликавши представників свого виду, виходить на сушу і облаштовує гніздо. Крім здоров'я у підопічного з'являється індикатор голоду, який потрібно поповнювати поглинанням їжі. Залежно від обраного на етапі «Клітина» типу харчування, рот істоти дозволяє харчуватися рослинною (фруктами) або тваринною їжею (м'ясом та мертвечиною). Якщо довгий час істота не буде харчуватися, вона втрачатиме очки здоров'я, а поївши — відновлювати. В разі загибелі, істота відроджується в гнізді. Вся гра тут відбувається на одній з територій планети. На цьому етапі можлива поява іншопланетян, які збирають зразки життя і, в тому числі, можуть забрати підконтрольне гравцеві створіння. Також є спосіб загибелі, запливши далеко на глибину, у спробі доплисти до іншої частини планети; тоді істоту з'їсть велетенський Морський змій.
Нові фрагмент та бали ДНК одержуються за вбивство інших істот, або ж «дружбу» з ними. «Дружба» починається, коли створіння гравця зможе повторити дії іншої (спів, танці, кокетство або позування). Крім того готові фрагменти можна знайти в скелетах, розкиданих місцевістю (характеристики фрагменту залежать від форми і вигляду скелета). Поступово з'являються варіанти рук, стіп, броні, пір'їн, кігтів, крил та інші частини тіла. Більшість із них змінює якийсь параметр створіння, такий як швидкість руху, вміння літати чи запас здоров'я. Деякі надають нові типи атак і спілкування.
Досягаючи певних точок розвитку, коли заповнюється відповідна шкала, можна взяти в зграю більше істот (максимально три) свого чи іншого виду. Для цього її слід привабити повторенням потрібних дій і що більше істот, то сильніший ефект і навпаки. Виконуючи завдання зі знищення або «дружби» з іншими видами та мігруючи до нових гнізд, зграя врешті розвивається і отримує здатність до інтелекту настільки, що стає плем'ям.

#### Плем'я
Етап «Плем'я» — третій етап гри Spore, який починається, коли істоти гравця стають розумними, і об'єднуются у суспільство. Тепер редагування їхнього тіла недоступне, натомість відкривається створення і редагування одягу. Істота збирає (народжує) членів племені для виживання, набігів або взаємодопомоги, а також для роботи і для захисту від тварин і ворожих племен. Плем'я може приручати тварин, а ті, які були у зграї на етапі «Істота» автоматично стають прирученими при переході на «Плем'я».
На цьому етапі гравець перестає контролювати одну істоту, натомість гравцеві дається ціле плем'я. Перед іншими племенами його представляє вождь, якого необхідно посилати для переговорів з сусідами. Гравцеві надається змога виділяти як усіх істот, так і групи чи окремих, щоб вказувати куди рухатися і чим займатися. Гніздо замінюється селищем, у якому є хатина вождя і майданчики для інших споруд. У споруді кожного типу беруться унікальні знаряддя, що визначають заняття: добування їжі, війна чи гра на музичних інструментах. Нові члени племені створюються шляхом витрати їжі, за які отримується яйце, що в подальшому дасть дитинча, а те виросте у особину племені. Після вилуплення і короткого дитячого періоду член племені виростає і стає керованим. Підконтрольні створіння можуть померти, за винятком вождя, котрий в разі загибелі автоматично відроджується через певний термін.
Подружившись з іншим племенем, або знищивши його, гравець отримує його унікальні знання: виготовлення зброї, музичних інструментів, знахарства чи господарства. Відповідно стають доступними нові будівлі в селищі. Спочатку племена для дружби вимагають їжі та гри на простих інструментах, доступних від початку. Що пізніше, то вимоги стають все більшими: зіграти на багатьох інструментах і у вказаному порядку. Ефект від музикантів з однаковими інструментами при цьому сумується.
Зі знищенням чи дружбою з черговим плем'ям, надбудовується племінний тотем — як у знак перемоги над плем'ям чи союзу з ним. Він складається із максимум 5-и частин, які символізують обраний шлях дій: агресивний чи мирний. Коли він завершений, плем'я стає цивілізацією.

#### Цивілізація
Етап «Цивілізація» — четвертий етап гри. Гравець переобладнує племінні халабуди на ратушу і отримує місто, втрачає здатність управляти окремими істотами, але отримує керування машинами, за допомогою яких розширює сферу впливу на планеті. В цей час весь світ стає поділений на держави, кожна з яких має принаймні одне місто. На цьому етапі зберігаються поодинокі племена, за включення яких до своєї держави отримується випадковий тип техніки. На початку етапу дається 3000 спорлінгів — місцевої валюти, яка надалі отримується від свердловин з корисною копалиною «прянощі», заводів у містах і торгівлі.
Діяльність міст заснована на балансі економіки і благополуччя населення. Якщо гравець будує в місті багато фабрик (що спочатку збільшує дохід), це матиме зворотній бік — жителі почнуть страйкувати, робити заворушення і дохід впаде. Для уникнення цього слід будувати розважальні заклади. Зведенням жител збільшується кількість одиниць техніки, які можна замовити в місті. Дизайн будівель та техніки налаштовується у відповідному редакторі. Багато деталей визначають міцність техніки, швидкість руху і ефективність дії. Так, військова знищує міста, релігійна навертає його жителів у нову віру, а торгова знецінює спорлінги держави конкурента.
Міста поділяються на три типи — військові, релігійні та торговельні. Спеціалізація початкового міста повністю залежить від того, яка поведінка переважала на попередніх етапах. Дружнє плем'я стає релігійною цивілізацією, працьовите — торговельною, войовниче — військовою. Після захоплення, навернення в свою віру або покупки міста, гравець вільний вибрати подальший його розвиток. Наприклад, якщо військова цивілізація завоює релігійне місто, то можна вибрати, яким шляхом йому розвиватися — стати військовим або залишитися релігійним. Таким чином можна захоплювати подальші міста не тільки зі своєю початковою, наприклад військовою технікою, а й з релігійною. Це дає змогу ставати більш релігійною, войовничою або торгівельною нацією.
Етап закінчується об'єднанням всіх міст планети під владою гравця. Процес можна пришвидшити, використавши унікальну здатність цивілізації: в релігійного це світова молитва, в економічного купівля всіх міст сусідів, а у військових — ядерна бомба. Світова цивілізація будує космічний корабель і виходить в космос.

#### Космос

Етап «Космос»: гравець тераформує планету, на якій має колонію. Знизу ліворуч показано умови і схему екосистеми планети

Етап «Космос» — останній і найтриваліший етап гри. Стилістика цього етапу багато в чому заснована на науковій фантастиці та сучасних астрономічних знаннях. Вийшовши в космос, цивілізація гравця знаходить розбитий корабель на сусідній планеті, звідки отримує інформацію про побудову міжзоряного двигуна і загрозу невідомої поки що могутньої раси. Сам гравець виступає в ролі шукача пригод, якому доручаються дослідження інших планет, перемовини з іншопланетянами, заснування колоній та поширення імперії гравця до всій галактиці. В разі загибелі він і його корабель з усім вантажем відновлюються на найближчій планеті рідної держави. В подорожах можна знайти джерела ресурсів, завдання, артефакти зниклих цивілізацій і т. д.
Корабель гравця володіє двома головними параметрами: запасу міцності та енергії. Їх відновлення безкоштовне на рідній планеті, але платне в колоніях та інших космічних державах. Гравець може вдосконалювати космічний корабель, отримавши за свої досягнення особливі значки. Але навіть маючи доступ до інструмента, дарованого значком, гравець повинен спочатку придбати його у своєї або іншої космічної імперії.
Від сусідів можна переймати їхній світогляд, торгувати або ж воювати. Перейняття світогляду вимагає виконання поставлених умов, але дозволяє отримати особливу здатність. Так, світогляд «Лицар» дозволяє скористатися допомогою дружнього корабля, а «Еколог» — зібрати для дослідів представників всіх видів життя на планеті. Як правило гравець зустріне принаймні по одній цивілізації вчених, релігійних фанатиків, охоронців порядку і т. д. Неодмінно рідній планеті та колоніям загрожуватимуть космічні пірати. Згодом підконтрольна цивілізація стикається з кіборгами гроксами — головними антагоністами галактики, які закривають доступ до галактичного ядра і ненавидять усе живе.
Згодом відкриваються можливості терраформувати планети і змінювати їхні екосистеми. Кожна планета має індекс придатності для життя (тераіндекс): від Т0 (непридатна) до Т3 (аналогічна рідній, тобто повністю придатна для розумної і простої біоти). Колонію можна заснувати на будь-якій планеті, але що вищий тераіндекс, то більше в ній можливо звести споруд і заснувати додаткових колоній. Умови вимірюються за балансом густини атмосфери і температури. Різними пристроями є змога згустити/розрідити атмосферу і нагріти/охолодити поверхню. Ефект від таких пристроїв тимчасовий, щоб він закріпився, необхідно заселити планету відповідними видами тварин і рослин. Кожному індексу відповідає своя екосистема, в якій є 3 види рослин, 2 види рослиноїдних тварин і 1 всеїдних або хижих. Крім того дається можливість змінювати оформлення планет: розфарбовувати поверхню, океани і атмосферу, формувати ландшафти та місцевість.
Накопичивши досить технологій і досвіду, гравець вирішує вирушити до центру галактики. В подорожі зустрічаються невідомі досі цивілізації, в яких можна заправити корабель і поторгувати, а можливо й створити союз або розв'язати війну. В міжзоряних польотах допомагають міжпросторові кротовини, що майже миттєво переносять корабель до іншої точки галактики. Якщо гравець зуміє дістатися до ядра галактики, та його персонажа зустріне дружня, жива літаюча тарілка. В нагороду вона дасть 42 пристрої, здатні миттєво перетворити будь-яку планету на ідеально придатну для життя з індексом Т3. За бажання гравець може почати війну з гроксами. Звільнивши від них галактику, він принесе мир підконтрольної цивілізації з усіма космічними імперіями або подружитися з гроксами і почати війну з всіма іншими імперіями галактики.

###### Валюта на етапі «Космос»

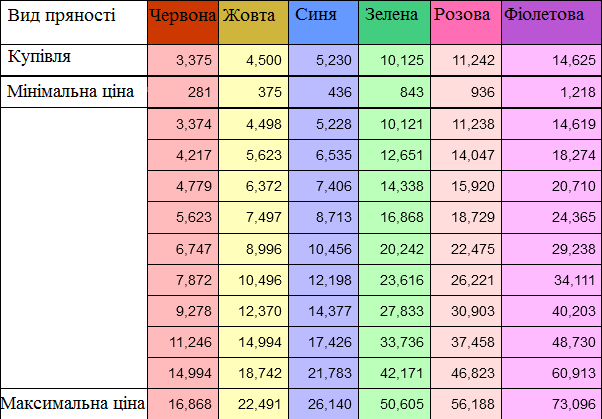
Розцінка Пряності

Валютою залишаються спорлінги, а основним ресурсом їх здобуття є «пряність». Її можна як добувати, так і вкрасти, що відзначиться на погіршені стосунків з цивілізацією в якої був скоєний злочин. Крім того спорлінги даються за торгівлю артефактами та виконання завдань своєї та інших цивілізацій. Після виходу доповнення Spore: Galactic Adventures можна заробляти спорлінги, виконуючи завдання при висадці на спеціальні планети.
Коли гравець відвідує іншу космічну імперію, випадково вибирається одне з 10 значень ціни «пряності». Ціна на «пряність» залишатиметься тією ж до відвідування іншої космічної імперії або через десять хвилин. Колонії, що виробляють певний вид «прянощі», купують його за найнижчою ціною. Інопланетні колонії продаватимуть пряність завжди з однаковою ціною.
«Пряність» у Spore заснована на реальних речовинах:
- Червона пряність — аналог паприки або чилі.
- Жовта пряність — аналог лимонів.
- Синя пряність — снодійне.
- Зелена пряність — ароматизатор з ефектом освіження, як-от м'ята.
- Рожева пряність — підсолоджувач і лак.

- Фіолетова пряність — складник пудингів або желатину[3].

### Картки
Упродовж проходження гри, за кожен завершений етап гравець отримує картку: червону, синю або зелену, залежно від поведінки істоти на кожному етапі — на першому етапі м'ясоїдна, всеїдна і травоїдна відповідно, на двох наступних — агресивна, соціальна і дружня відповідно, на четвертому етапі — військова, торгова і релігійна відповідно, на п'ятому — усі картки підсумовуються й у результаті виходить певна філософія/ світогляд. Кожна картка дає певні бонуси на наступному етапи гри. Кожна раса на етапі «Космос» має свої особливості при торгівлі, війні та купівлі артефактів.

### Sporepedia
Sporepedia відстежує майже кожен ігровий процес, включаючи еволюцію істоти, графічно відображаючи часову шкалу, що показує, як істота поступово змінювалася з часом. Вона також відстежує досягнення істоти, як гідні уваги, так і сумнівні. Sporepedia також відстежує всі істоти, планети, транспортні засоби та інший вміст, з яким гравець стикається під час гри. Гравці можуть завантажувати свої творіння на офіційний сайт гри (Spore.com), для перегляду іншими гравцями на вебсайті Sporepedia. Постійно зростаючи, список творінь, створених гравцями, перевищив позначку в 190 мільйонів.

## Оцінки й відгуки
| Агрегатор    | Оцінка |
| ------------ | ------ |
| GameRankings | 84.40% |
| Metacritic   | 84 %   |

| Видання       | Оцінка  |
| ------------- | ------- |
| Game Informer | 8.75/10 |
| GamePro       | 4/5     |
| X-Play        | 5/5     |

Spore отримала високі оцінки критиків, зібравши оцінку 84 % на агрегаторі Metacritic і 84,40 % на GameRankings. Проте оцінки гравців склали суттєво нижчі 5,2 бали з 10.
IGN оцінили гру в 9/10, назвавши гру «нескінченною коробкою іграшок» та похвалили за продовження ідей The Sims. Сайт зауважив, що етап «Космос» змушує вивчати нові механіки, але водночас він найбільш творчий.
В GameSpot дали 8/10 з висновком: «Взяті по одній, ці частини [цієї гри] не мають нічого особливого. Як складові вигадливого єдиного образу, вони працюють куди краще. Візьміть найкращі інструменти кастомізації, бачені за останні роки і спільноту ентузіастів, що переповнена креативністю, і ви отримаєте по праву велику гру, яка займе вас на години якісними розвагами».
Згідно з PC Gamer, через роки Spore лишається цікавою, хоча найкращим елементом гри лишається редактор істот: «все ще чудово простий у використанні, навіть якщо естетика трохи застаріла». Перехід з етапу на етап залишає гравців з відчуттям, що вони застрягли в постійному навчанні, а етап «Космос» найбільш насичений подіями, проте позбавлений такої чіткої мети, як попередні етапи.

## Доповнення та версії
- Spore Creature Creator (2008, PC/Mac) — редактор істот, випущений окремо до виходу повної версії гри. Дозволяє лише створювати їхній дизайн і ділитися творіннями з іншими користувачами[11].
- Spore (2008, PC/Mac) — звичайна версія гри.
- Spore: Galactic Edition — спеціальне видання Spore. Крім самої гри містить DVD з історією створення гри, керівництва, рекомендації, постер, та артбук. Випускалося у спеціальній пластиковій коробці[12].
- Spore: Creepy & Cute — розширення можливостей для редактора істот. Додає 60 нових частин тіла («моторошних» і «милих», звідки й назва), 48 варіантів розфарбовування і 24 анімації. Крім того включає 2 нових тла для редактора[13].
- Spore: Galactic Adventures (2009, PC/Mac) — доповнення, яке дозволяє на етапі «Космос» висаджуватися на планети та виконувати там різноманітні задання[14].

## Спін-офи
- Spore Creatures (2008, DS, iOS) — спін-оф Spore, де гравець слідкує за пригодами істот Уґі, яких викрадає іншопланетянин Ґар.
- Spore Origins (2008, iOS) — спін-оф Spore з грою лише на етапі «Клітина».

## Пов'язані ігри
- Spore Hero (2009, Wii) — окрема гра за мотивами Spore, де іншопланетянин потрапляє на невідому планету, на якій відбуваються загадкові події, та захищає її від сил зла галактичного масштабу[15].
- Spore Hero Arena (2009, DS) — спін-оф Spore Hero, де гравець конструює істот, щоб протистояти ними на аренах завоюванню галактики злими силами. З травня 2014 року онлайн-функції гри більше не підтримуються[16].
- Darkspore (2011, PC) — окрема відеогра жанру Action-RPG за мотивами Spore. В ній гравець керує групою героїв, що рятують галактику від нашестя чудовиськ, породжених Темними спорами. Гру було закрито в березні 2016 року[17].
- Spore Creature Keeper — скасована гра, що задумувалася для ПК і Nintendo DS. Мала бути спрощеною версією Spore для дітей з онлайн-функціями[18].